# Mickaël Tavares
Mickaël Zidro Tavares (* 25. října 1982 Villeneuve-Saint-Georges) je francouzsko-senegalský fotbalový záložník, který je v současnosti hráčem US Sénart-Moissy
Hraje zpravidla ve středu zálohy, kde má spíše defenzivní úkoly, avšak i směrem dopředu dokáže být nebezpečný. Jeho velkou předností je vynikající stabilita v osobních soubojích, také dlouhé přesné nakopávané míče. Této přednosti využil například při dlouhém pasu na Stanislava Vlčka při postupovém zápase Slavie Praha proti Ajaxu Amsterdam v zápase 3. předkola Ligy mistrů 2007/08.

## Klubová kariéra
Do Slavie si ho přivedl z Francie Karel Jarolím na testy, ve kterých uspěl a podepsal se sešívanými dvouletý kontrakt.
V sezoně 2007/2008 získal se Slavií mistrovský titul a byl pozván i na reprezentační sraz Senegalu, který by mohl reprezentovat vzhledem ke kořenům jeho otce Tonyho Tavarese, který je senegalskou fotbalovou legendou. Na začátku roku 2009 pak přestoupil do německého Hamburku. Danou sezonu však začal ve Slavii a ta v ní získala mistrovský titul. Stal se tak podruhé mistrem ČR. V lednu roku 2010 odešel na hostování s opcí do 1. FC Norimberk. V říjnu 2012 přestoupil do londýnského Fulhamu, který vedl Tavaresův bývalý trenér z Hamburku Martin Jol. Tavaresovi však nebyla v lednu 2013 nabídnuta nová smlouva a z klubu odešel bez jediného zápasu za A-tým.
V létě 2014 byl po ročním angažmá v nizozemském RKC Waalwijk bez angažmá, testoval ho klub FK Mladá Boleslav, který tou dobou vedl Karel Jarolím, jenž hráče dobře znal z doby působení ve Slavii Praha. Testy dopadly úspěšně a Tavares debutoval v lize za Boleslav 16. srpna 2014 proti 1. FK Příbram (výhra 4:1). Za Mladou Boleslav poprvé skóroval v 1. české lize 31. října 2014 proti Bohemians 1905, vstřelil vítězný gól na konečných 1:0. V české Synot lize odehrál za Boleslav 13 zápasů a dal 1 gól.
V lednu 2015 odešel do australského klubu Sydney FC, kde se setkal se svým bratrancem Jacquesem Fatym. V průběhu dubna 2016 pak oba v rozmezí týdne přestoupili do gosfordského týmu Central Coast Mariners poté, co byl zvažován Mikaëlův přestup do čínského týmu Guangzhou Evergrande FC. V roce 2018 se vrátil zpět do Francie, kde nastupuje za US Sénart-Moissy.

## Reprezentační kariéra
Tavares byl nominován v květnu 2008 na přátelský zápas Kapverd proti Lucembursku, ale utkání se v dresu Kapverd nezúčastnil. V roce 2009 debutoval v národním týmu Senegalu, za který hrál i jeho otec Tony Tavares, zvaný Zagallo.[zdroj?]